# 三極姫3〜天下新生〜
『三極姫3〜天下新生〜』（さんごくひめ3 てんかしんせい）は、ユニコーン・エーのげーせん18から発売されたアダルトゲーム。『三国志演義』を題材としたウォー・シミュレーションゲームのシリーズ第3弾。
歴史上は男性だった人物のうち40名以上が女性キャラクター化されて登場し、戦争での勝利だけでなくヒロインとの交流もゲームの目的になっている。
ゲームの内容は、アドベンチャーパートとシミュレーションパートを交互に繰り返し大陸制覇までの過程を追う「通常モード」と、任意の勢力を選んでシミュレーションに専念する「群雄モード」の2つがある。
合戦では、兵を率いる武将たちを操作して城の攻略や防衛を行う。戦闘の際に武将同士の一騎討ちが発生することがあり、ここでヒロイン武将を打ち負かすと衣服が破れる「脱衣カットイン」が表示される。

## 歴史
三極姫3〜天下新生〜
2013年9月27日発売。内容は前作のPlayStation 3 (PS3) 版『三極姫2〜皇旗咆哮・覚醒めし大牙〜（こうきほうこう・めざめしたいが）』を基本としているが、新シナリオ「呂布ルート」が追加され、キャラクターデザインを大幅に刷新している。
また、マップから全州と州内の区別を無くして全体をシームレス表示、新兵種の追加、武将同士の相性を表す属性の導入、能力をカスタイマイズできるアーキテクトの実装といった、システムの全面的な見直しが行われている。
三極姫3〜天下新生〜遊戯強化版
2014年3月28日発売。システム改良データ、新シナリオ「袁ルート」「馬超ルート」、さらに魏ルートのもうひとつの結末を描く「曹操孟徳TrueEND」を収録する。

## 登場人物

### 主人公
銀河（ぎんが）
声 - 古河徹人
画 - yomi
通常モードの主人公。姓名不詳の風来坊で、ただ字のみを名乗っている。彼の素性は選択したルートによって異なる。
王允によって伝説の武将・呂布の偽者に仕立て上げられ、黄巾の乱の鎮圧に参加。その後は董卓の配下となるが、最後は主を斬り捨て、魏・呉・蜀・真の呂布のいずれかの下に流れ着く。
蜀ルートでは、乱の後も生き延びていた張角から劉備の名を受け継ぐ。
漢ルートでは、漢朝に仕える武人・朱儁であり、皇甫嵩を補佐して王朝復興に励む。
袁ルートでは、敗戦経験から知略の重要性を痛感して田豊に弟子入りする。その後、頓死した有名軍師・沮授を騙って袁紹の配下となる。
馬超ルートでは西涼の孤児だったが、馬騰に拾われて馬超の弟・馬岱として育つ。

### 魏
曹操 孟徳（そうそう もうとく）
声 - 桜川未央
画 - con
乱世を治めようと覇道を歩む少女。
夏侯惇 元譲（かこうとん げんじょう）
声 - 瀬路啓維
画 - SLPool
曹操の右腕として活躍する魏の宿将。
夏侯淵 妙才（かこうえん みょうさい）
声 - 杉原茉莉
画 - こうきくう
夏侯惇の妹。議論を嫌い体を動かすことを好む。
曹洪 子廉（そうこう しれん）
声 - 桜川未央
画 - con
曹操の従妹で、曹仁の姉。恥ずかしがりや。
曹仁 子孝（そうじん しこう）
声 - 桜川未央
画 - con
曹操の妹分。猪突猛進型。
許猪 仲康（きょちょ ちゅうこう）
声 - 藤森ゆき奈
画 - 智弘カイ
典韋に腕比べで負けたため魏軍に加わった野生児。
典韋（てんい）
声 - 青葉りんご
画 - 智弘カイ
曹操の護衛。恋愛には奥手。
徐晃 公明（じょこう こうめい）
声 - 倉田まりや
画 - 広輪
不敗将軍と呼ばれるクールな武将。
于禁 文則（うきん ぶんそく）
声 - 小次狼
画 - SLPool
明るいがやや礼儀に欠ける武人。
楽進 文謙（がくしん ぶんけん）
声 - 中家志穂
画 - TORON
寡黙でまじめな武将。
荀攸 公達（じゅんゆう こうたつ）
声 - 藤森ゆき奈
画 - 池田淳
荀彧の双子の姉。用心深い軍師。
荀彧 文若（じゅんいく ぶんじゃく）
声 - 藤森ゆき奈
画 - 池田淳
荀攸の双子の妹。活発な軍師。
郭嘉 奉孝（かくか ほうこう）
声 - 東かりん
画 - 池田淳
人見知りの幼い軍師。
程昱 仲徳（ていいく ちゅうとく）
声 - 小次狼
画 - SLPool
魏の軍師の最高齢でまとめ役。
李典 曼成（りてん まんせい）
声 - 瀬路啓維
画 - yomi
皮肉屋の発明家。

### 呉
孫堅 文台（そんけん ぶんだい）
声 - 星一人
画 - SLPool
呉の当主。袁術の配下という立場を強いられている。
孫策 伯符（そんさく はくふ）
声 - 和葉
画 - 牡丹
孫権の姉。衝動的な性格で周瑜を振り回す。
周瑜 公瑾（しゅうゆ こうきん）
声 - 咲ゆたか
画 - 牡丹
孫策を支える親友。男装の麗人。
孫権 仲謀（そんけん ちゅうぼう）
声 - 東かりん
画 - 中村ユキトシ
呉の後継者である明るく活発な少女。
周泰 幼平（しゅうたい ようへい）
声 - 杉原茉莉
画 - 中村ユキトシ
実直な武将。孫権の姉貴分。
呂蒙 子明（りょもう しめい）
声 - 歌織
画 - 某人間
かつては武辺者だったが努力して智謀も身につけた名将。
陸遜 伯言（りくそん はくげん）
声 - 青葉りんご
画 - 霧島かなえ
頭脳明晰な武将だが、体はまだ鍛えている最中。
凌統 公績（りょうとう こうせき）
声 - 鈴音華月 / 飯野ユウ
画 - 某人間
父の跡を継いで呉軍に加わった生真面目な若武者。
甘寧 興覇（かんねい こうは）
声 - 上田朱音
画 - 葵凪
鈴の音で知られる自由奔放な河賊。
太史慈 子義（たいしじ しぎ）
声 - 香澄りょう
画 - FCT
劉繇の配下。義理堅い性格。
程普 徳謀（ていふ とくぼう）
声 - 星一人
画 - SLPool
呉の四天王の筆頭。
韓当 義公（かんとう ぎこう）
声 - 柚木ヒロ
画 - SLPool
呉の四天王の1人。短気な性格。
祖茂 大栄（そも たいえい）
声 - 真木将人
画 - SLPool
呉の四天王の1人。明るく朗らかな性格。
黄蓋 公覆（おうがい こうふく）
声 - 宮脇政道
画 - SLPool
呉の四天王の1人。武勇は4人の中で随一とされる。

### 蜀
関羽　雲長（かんう うんちょう）
声 - 青葉りんご
画 - カグユヅ
平和への道を求める武人。気高くやさしい。
張飛 翼徳（ちょうひ よくとく）
声 - 咲ゆたか
画 - カグユヅ
無口な猛者。関羽を姉と慕う。
諸葛亮 孔明（しょかつりょう こうめい）
声 - 草柳順子
画 - すろうす
底知れない智謀の軍師。見た目は幼い少女だが、正体は長い時を生きた猫の化身。
趙雲 子龍（ちょううん しりゅう）
声 - 香澄りょう
画 - KOSO
仕えるべき相手を探して放浪する武人。
黄忠 漢升（こうちゅう かんしょう）
声 - 宮沢ゆあな
画 - ごばん
凄腕の射手。劉表の配下で、色気を振りまきつつ容赦をしない冷徹さを見せる。
徐庶 元直（じょしょ げんちょく）
画 - yomi
声 - 小次狼
鳳統の弟子だったが脱落して喧嘩に明け暮れていた。今は更生しているが軍師としての素養は疑われている。幼女好き。
鳳統 士元（ほうとう しげん）
声 - 越雪光
画 - SLPool
隠棲している名高い軍師。
法正 孝直（ほうせい こうちょく）
声 - 来栖川勇
画 - yomi
劉璋の軍師。やる気のない風を装っている。
魏延 文長（ぎえん ぶんちょう）
声 - 島眞閑
画 - SLPool
見た目からして野盗のような男。黄忠には頭が上がらない。
姜維 伯約（きょうい はくやく）
声 - 金田まひる
画 - SeN
諸葛亮の弟子。まだ師匠に頼る癖がある。
馬謖 幼常（ばしょく ようじょう）
声 - 上田朱音
画 - SeN
諸葛亮の弟子。いたずら好きの少女。
王平 子均（おうへい しきん）
声 - 東かりん
画 - 広輪
放浪の武将。堅実だがドジな一面もある。
厳顔（げんがん）
声 - 御苑生メイ
画 - おぶい
劉璋の護衛。2丁の弩を操る射手。

### 呂軍
呂布 奉先（りょふ ほうせん）
声 - 鈴音華月
画 - 上見理介
世が乱れると現れるという最強の武人。善悪は問わず力のみを是とする。
高順（こうじゅん）
声 - 中家志穂
画 - T.A.K
「陥陣営」と呼ばれる部隊を率いる傭兵。
張遼 文遠（ちょうりょう ぶんえん）
声 - 和葉
画 - Grune
童顔だが勇猛な騎馬武者。
魏ルートでは曹操の配下として登場する。
孔融 文挙（こうゆう ぶんきょ）
声 - 榎津まお
画 - エル壱
孔子の子孫である儒家の名士。

### 袁家
袁紹 本初（えんしょう ほんしょ）
声 - 金田まひる
画 - Grune
名門・袁家の当主。わがままで派手好きだが、名声に恥じない器量を備えている。
顔良（がんりょう）
声 - 宮脇政道
画 - SLPool
袁紹の忠臣。
文醜（ぶんしゅう）
声 - 東かりん
画 - SLPool
袁紹の忠臣。女性だが中年でありヒロインキャラクターではない。
田豊 元皓（でんほう げんほう）
声 - 草柳順子
画 - TORON
袁紹の軍師。心配性で慎重な性格。
張袷 儁乂（ちょうこう しゅんがい）
声 - 榎津まお
画 - ごばん
袁紹の配下。実力は高いが臆病で逃げることばかり考えている。
袁術 公路（えんじゅつ こうろ）
声 - 金田まひる
画 - Grune
袁紹の妹だが仲はよくない。呉を支配下に置く横柄な少女。自分では歩かず車輪つきの椅子に乗って移動する。
紀霊（きれい）
声 - 歌織
画 - 広弥
袁術の側近。

### 馬氏
馬騰 寿成（ばとう じゅせい）
声 - 柚木ヒロ
画 - SLPool
涼州の将。周辺の騎馬民族からも信用される誠実な男。
馬超 孟起（ばちょう もうき）
声 - 猪鹿ちよ
画 - KOSO
馬騰の娘。鷹にたとえられる荒武者。
鳳徳 令明（ほうとく れいめい）
声 - 香澄りょう
画 - エル壱
馬騰の配下で馬超の教育係。
韓遂 文約（かんすい ぶんやく）
声 - 越雪光
画 - SLPool
涼州の将。馬騰の友人だが喧嘩も多い。

### その他
董卓 仲穎（とうたく ちゅうえい）
声 - 島眞閑
画 - yomi
黄巾党討伐のため涼州から現れた将。漢王朝腐敗の原因だった宦官を一掃するが暴政に手を染める。
董白（とうはく）
声 - 倉田まりや
画 - 広輪
董卓の妹。性格は兄とは大違いで心優しい。世間知らずのため李儒に焚きつけられて兄の跡を継ごうとする。
華雄（かゆう）
声 - 咲ゆたか
画 - Grune
董卓配下の猛将だが銀河に敗れる。その後、どのルートでも彼の下に流れてくる。素顔はまだあどけない少女。
李儒（りじゅ）
声 - 風見トーリ
画 - yomi
董卓の軍師。残忍な性格で、主の死後はその妹の董白を祭り上げて実権を握ろうとする。
賈駆 文和（かく ぶんわ）
声 - 草柳順子
画 - すろうす
張繡の軍師。何を考えているのかさっぱりわからない。連れている猫の名前はコシャジ。
孟獲（もうかく）
声 - 上田朱音
画 - おぶい
南蛮王を名乗る異民族の首長。
公孫讃 伯珪（こうそんさん はくけい）
声 - 中屋志穂
画 - Grune
白馬将軍と呼ばれる北平の太守。誇り高いお嬢様。
張角（ちょうかく）
声 - 蓮岳犬
画 - SLPool
黄巾の乱を引き起こした太平道の教祖。
蜀ルートでは、いまわの際に真の名である「劉備」を明かし、銀河に受け継がせる。
張魯 公祺（ちょうろ こうき）
声 - 猪鹿ちよ
画 - SeN
若くして五斗米道の教祖を務める少女。稲作の技術に秀でる。
張繡（ちょうしゅう）
声 - 風見トーリ
画 - yomi
荊州の将。気弱で優柔不断な青年。賈駆との凸凹コンビで何とか領地を切り盛りしている。
劉表 景升（りゅうひょう けいしょう）
声 - 真木将人
画 - SLPool
荊州の将。狡猾で、狙われやすい領地を巧みに守り抜いてきた。病に冒されている。
劉璋 李玉（りゅうしょう りぎょく）
声 - 蓮岳犬
画 - SLPool
益州の将。世渡りがうまく、利益を優先して動く。
厳白虎（げんぱくこ）
声 - 倉田まりや
画 - 牡丹
「東呉の徳王」を称する猫人。自信過剰で、たとえ負けても考えを改めない。
祝融（しゅくゆう）
声 - 鈴音華月
画 - 広弥
火の女神。性格はわがままで尊大。
蔡焔 文姫（さいえん ぶんき）
声 - 倉田まりや
画 - すろうす
才女として名高いが、実は暴走集団「飛天」のリーダー「蔡文鬼」。
皇甫嵩 義真（こうほすう ぎしん）
声 - 倉田まりや
画 - すろうす
漢朝に仕える武人。黄巾の乱鎮圧に赴く。魏・呉・蜀ルートでは男性で、エキストラ扱い。
漢ルートではヒロインとして登場。銀河とともに王朝復興を目指す。
黄龍（こうりゅう）
声 - 榎津まお
画 - T.A.K
早期ユーザー登録特典配信キャラクター。
左慈 元放（さじ げんほう）
声 - クレジットなし
画 - jema
幻術を得意とする方士。ソフマップ購入特典ディスクで登場する。